# Mimogonia tricolor
Mimogonia tricolor – gatunek chrząszcza z rodziny kusakowatych i podrodziny Osoriinae.

## Taksonomia
Gatunek opisany został w 1981 roku przez Urlicha Irmlera.

## Opis
Chrząszcze o ciele długości poniżej 1,8 mm. Głowa, tylne krawędzie pokryw oraz siódmy i ósmy segment odwłoka ubarwione brązowo.

## Występowanie
Gatunek endemiczny dla Brazylii.